# UNAMIC
La Missione Avanzata delle Nazioni Unite in Cambogia (UNAMIC dall'inglese United Nations Advance Mission In Cambodia) è stata una missione di peacekeeping dell'ONU stabilita con la risoluzione 717 il 16 ottobre 1991.
Il mandato della missione era quello di monitorare e garantire il rispetto degli accordi di pace tra i partiti cambogiani, creare le condizioni per la creazione dell'Autorità di transizione delle Nazioni Unite in Cambogia e bonificare il territorio dalle mine antiuomo.
Il contingente militare era composto da circa 1.000 militari provenienti da 24 paesi: Algeria, Argentina, Australia, Austria, Belgio, Canada, Cina, Francia, Germania, Ghana, India, Indonesia, Irlanda, Malaysia, Nuova Zelanda, Pakistan, Polonia, Federazione Russa (Unione Sovietica fino al 24 dicembre 1991), Senegal, Thailandia, Tunisia, Regno Unito, Stati Uniti ed Uruguay.
La missione si concluse nel marzo 1992 con la creazione nel paese dell'Autorità di transizione delle Nazioni Unite.